# Дом большой куклы
«Дом большой куклы» (англ. The Big Doll House) — американский драматический фильм 1971 года, снятый в стиле «женщины-в-тюрьме».

## Сюжет
«Дом большой куклы» — так называется женская тюрьма строгого режима, расположенная на Филиппинах. Туда попадает Коллье, признанная виновной в убийстве мужа. Её сокамерницы сидят за самые разные преступления: от политических до торговли наркотиками. За любую провинность заключённые подвергаются изощрённым издевательствам со стороны охранницы Люсьен. За пытками всегда безучастно наблюдает загадочная закутанная в одежду фигура.
Наконец несколько женщин, включая Коллье, решают бежать. Побег удаётся совершить из бани; женщины сурово расправляются с ненавистной Люсьен. После этого они берут в заложники нескольких сотрудников тюрьмы и её случайных посетителей.

## В ролях
- Пэм Гриер — заключённая Гриар
- Роберта Коллинс[англ.] — заключённая Элкотт
- Сид Хэйг — Гарри
- Кристиан Шмидтмер[нем.] — начальник тюрьмы мисс Дитрих
- Кэтрин Лодер — охранница-садистка Люсьен
- Джудит Браун — заключённая Коллье
- Брук Миллс — заключённая Гаррад
- Пэт Вуделл — заключённая Бодайн
- Джек Хилл — бородатый мужчина в джипе (в титрах не указан)

## Факты
- Фильм никогда не был в широком прокате: премьерный показ — 30 апреля 1971 года (только в Чикаго), 23 июня 1971 (только в Сан-Франциско), 2 июля 1971 (только в Бисмарке, штат Северная Дакота)[2].
- Чуть позже, в том же году, на экраны вышел фильм на ту же тематику «Женщины в клетках» (англ. Women in Cages) (исполнители главных ролей те же); в следующем году появилась лента опять на ту же тему «Большая клетка для птиц» (The Big Bird Cage) (режиссёр и исполнители главных ролей те же).
- По бюджетным соображениям фильм полностью был снят на Филиппинах.
- Режиссёр Хилл дал имя Дитрих начальнице тюрьмы, так как разругался с продюсером Эрвином Дитрихом, когда тот не позволил ему снимать в Швейцарии[3][неавторитетный источник].